# Franktjärnen (Brunflo socken, Jämtland)
Franktjärnen är en sjö i Östersunds kommun i Jämtland och ingår i Indalsälvens huvudavrinningsområde.